# Phanerotoma pedra
Phanerotoma pedra är en stekelart som beskrevs av Papp 1989. Phanerotoma pedra ingår i släktet Phanerotoma och familjen bracksteklar. Inga underarter finns listade i Catalogue of Life.